# Dorsa Burnet
I Dorsa Burnet sono un sistema di creste lunari intitolato al teologo e scrittore di cosmogonia inglese Thomas Burnet nel 1976. Si trova nell'Oceanus Procellarum e ha una lunghezza di circa 194 km.